# Partida perfeita de 300 pontos
Partida perfeita de 300 pontos, ou Jogo de 300 Pontos, é um termo do boliche que é usado quando se consegue completar uma linha somente com "strikes" (ou 300 pontos), atingindo-se, assim, a pontuação perfeita deste esporte. O máximo que se consegue numa mesma linha são 12 "strikes", embora tenha 10 frames, o décimo "strike" consecutivo numa mesma linha dá o bônus de mais 2 jogadas extras. A pontuação máxima, sem "handicap", é de 300 pontos.